# EU-einheitliches elektronisches Berichtsformat
Mit Änderung der Transparenzrichtlinie durch die Richtlinie 2013/50/EU hat die EU-Kommission im Jahr 2013 die europäische Wertpapier- und Börsenaufsichtsbehörde (ESMA) damit beauftragt, ein EU-weit einheitliches elektronisches Berichtsformat für Unternehmensabschlüsse (European Single Electronic Format, ESEF) zu entwerfen. Ziel der Regelung ist es, Abschlussinformationen zu vereinheitlichen und leichter verfügbar zu machen.

## Inhalt
Das EU-einheitliche elektronische Berichtsformat soll für Geschäftsjahre gelten, die am oder nach dem 1. Januar 2020 beginnen. Als Berichtsformat ist grundsätzlich xhtml vorgesehen. In IFRS-Konzernabschlüssen sind Abschlussinformationen mittels iXBRL zusätzlich so zu etikettieren ("tagging"), dass sie maschinell ausgelesen werden können.
Für Unternehmen wird grundsätzlich mit einem erheblichen Umsetzungsaufwand bei der erstmaligen Anwendung der neuen Format-Vorgaben gerechnet.